# 自旋統計定理
在量子力學裡，自旋統計定理給出粒子自旋量子數與粒子統計行為的關係。自旋是内禀的角動量，每個粒子有整數或是半整數的自旋量子數，與粒子外在的運動無關。
定理的內容如下：
- 由相同且自旋量子數為整數的粒子組成的系統，交換任兩個粒子的位置，整體波函數的值相同。整數自旋量子數的粒子稱為玻色子。
- 由相同且自旋量子數為半整數的粒子組成的系統，交換任兩個粒子的位置，整體波函數的絕對值相同，正負相反。半整數自旋量子數的粒子稱為費米子。

## 相关例外
- 法捷耶夫-波波夫鬼粒子，费米子鬼粒子可以有自旋1
- 任意子，任何自旋